# Beato de Saint-Sever

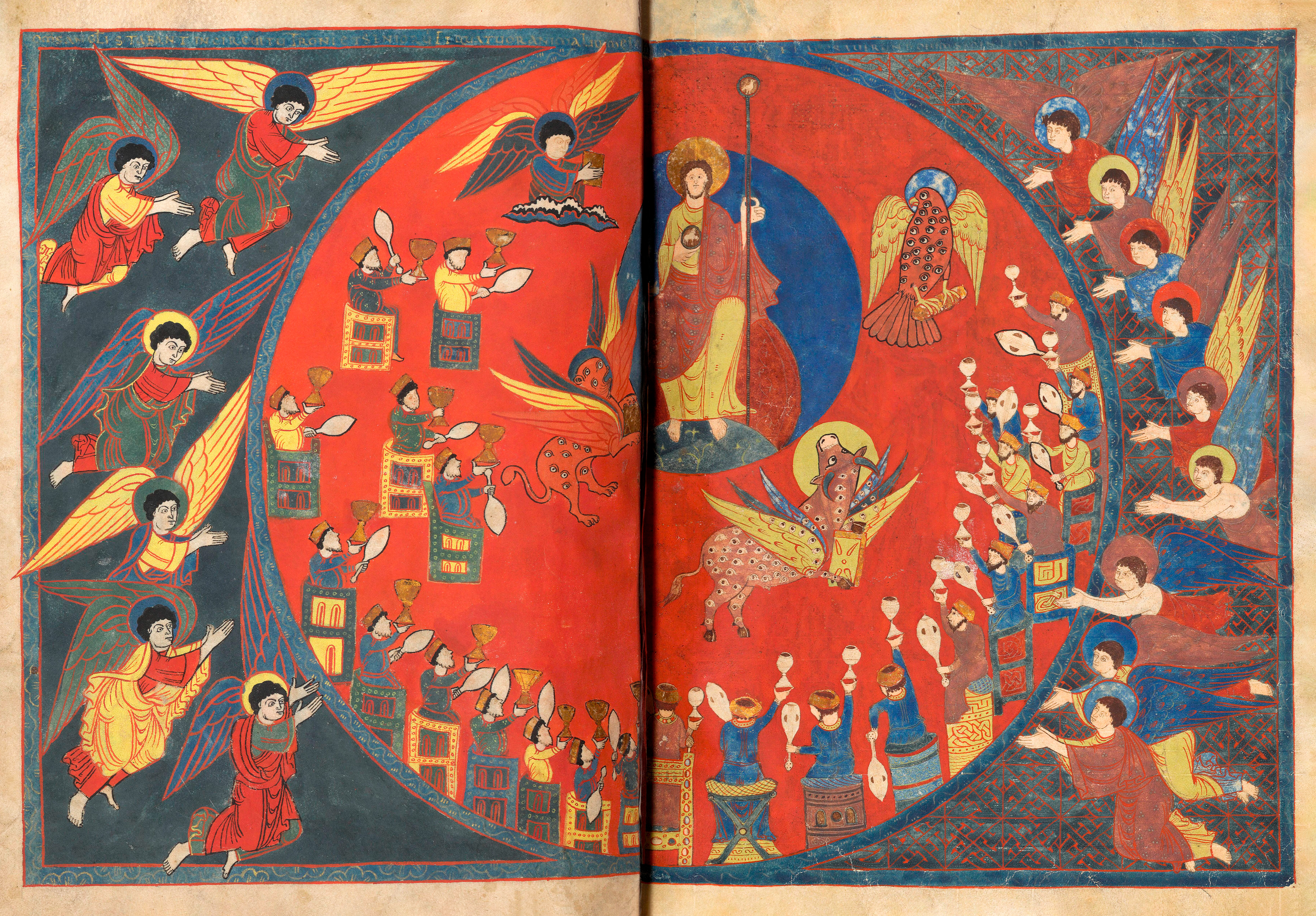
Beatus de Saint-Sever, "Visión del Hijo del Hombre (Visión de Juan)". París, BNF, Ms. Lat. 8878, fols. 121v-122r

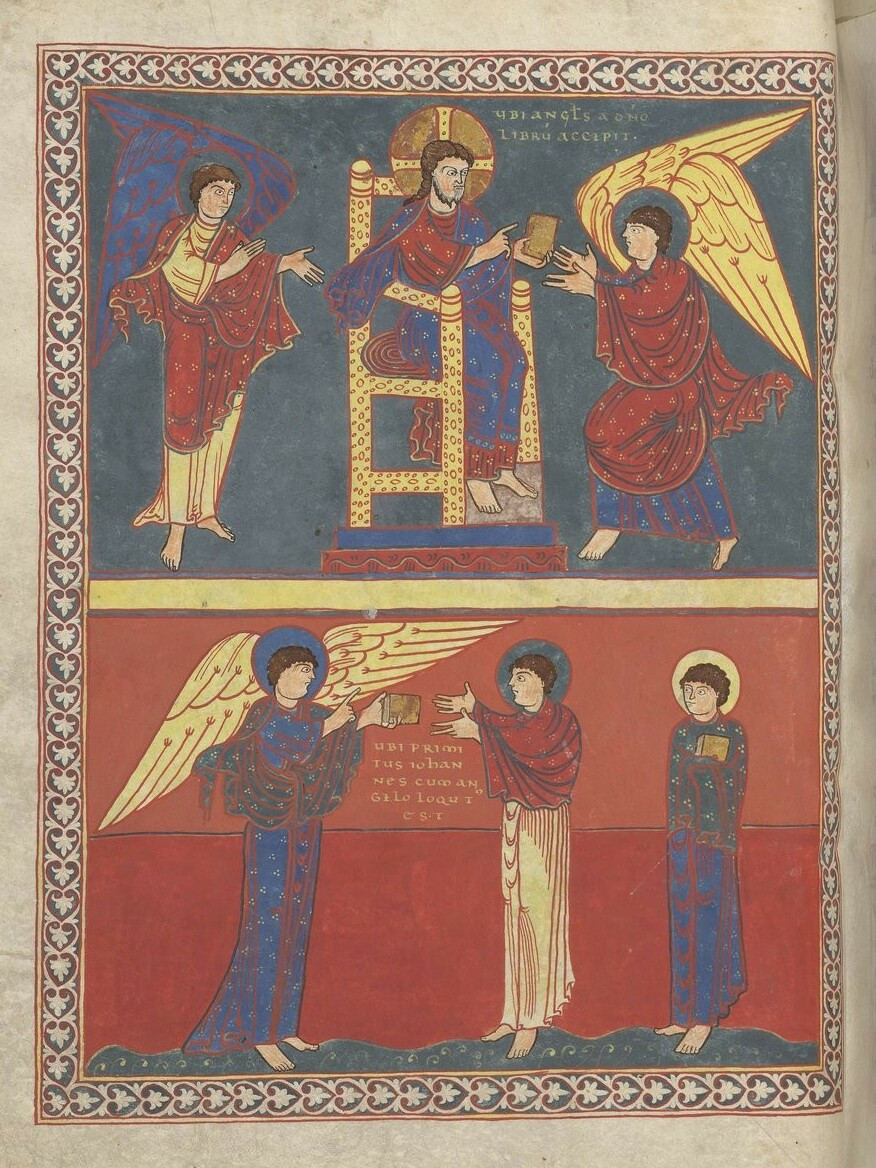
"San Juan recibiendo la Revelación", del Folio 26v del Apocalipsis de Saint-Sever.

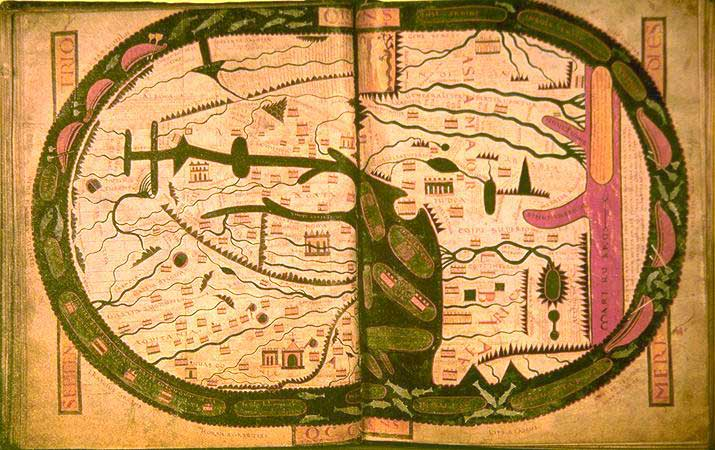
Mapamundi del Beato de Saint-Sever,, con medidas 37 x 57 cm.

El Beato de Saint-Sever, también conocido como Beato de San Severo o Apocalipsis de Saint-Sever, es el único de los códices beatos conocidos copiado en época románica al norte de los Pirineos.
Según las fuentes, el manuscrito iluminado habría sido realizado alrededor de 1050-1070 en un scriptorium francés, muy probablemente en la Abadía de Saint-Sever, situada en el Camino de Santiago, pues según el ex libris de su página primera, está dedicado a Gregorio de Muntaner, de origen español, que fue su abad entre 1028 y 1072, y está firmado por Stephanus Garsia, que también fue un monje copista e iluminador español. 
Se conserva actualmente en la Biblioteca Nacional de Francia en París (Ms Lat. 8878).

## Obra
Comprende los Comentarios sobre el Apocalipsis de Juan del Beato de Liébana (hacia el 786), así como los Comentarios sobre el Libro de Daniel de San Jerónimo. El programa de iluminación se distribuye así:
1. Los Evangelistas y sus símbolos.
2. La genealogía de Cristo (aquí muy detallada).
3. Comentarios del Apocalipsis.
4. Comentarios del libro de Daniel.

En sus 292 folios de pergamino, escrito en latín, en letras visigótica y carolina, con 108 miniaturas, 84 de las cuales son historiadas (entre ellas, 73 a página completa y 5 en doble página). Las páginas miden 365 x 280 mm.
Las diferencias estilísticas, hacen suponer que se intentó reflejar las nuevas tendencias artísticas del momento y llevan a pensar que hay varios escribas y pintores. Pero a pesar de esto las imágenes presentan una cierta unidad:
- Se puede considerar de estilo románico francés, entendiéndolo con un espíritu de avance e integrador a la vez de fusiones de modelos estilísticos anteriores, como el carolingio y el mozárabe.

- Otras veces, se presentan claras influencias extranjeras, como en algunas páginas-tapices que serían más bien de ascendencia irlandesa.

- Sin embargo, la estructura de las imágenes es la de los manuscritos mozárabes. Entre otras, se puede indicar la relación estructural de las páginas dobles presentando a los 144.000 elegidos en el Beato de Urgel y en el de Saint-Sever, los altares en T, etc.

Este carácter mixto se ve, por ejemplo, en la representación de la Nueva Jerusalén: como en todos los manuscritos mozárabes, está constituida por un cuadrado, pero en Saint-Sever, las arquerías son románicas, de medio punto, y no de arcos de herradura visigóticos.
Se destaca una "'Maiestas Domini", a doble página que recuerda a las existentes en las portadas románicas francesas, por lo que, una vez más, se establecen lazos de conexión entre los iluminadores de manuscritos y los artistas que trabajaban en las iglesias o catedrales de la época.

## Influencias
Debido a su calidad y riqueza de composición, ha tenido una gran influencia posterior en la iconografía, pintura y escultura del románico posterior.
Su esplendor ha llegado hasta el arte contemporáneo, donde inspiró a Picasso para su cuadro Guernica, donde un soldado caído se parece a la figura de un cadáver en la miniatura del "Diluvio" del Beato.